# Forreston (Illinois)
Pour les articles homonymes, voir Forreston.
Forreston est un village situé au nord-ouest du comté d'Ogle dans l'Illinois, aux États-Unis,. Il est incorporé le 5 septembre 1888.

## Démographie
Lors du recensement de 2010, le village comptait une population de 1 446 habitants. Elle est estimée, en 2016, à 1 366 habitants.

### Source de la traduction
- (en) Cet article est partiellement ou en totalité issu de l’article de Wikipédia en anglais intitulé « Forreston, Illinois » (voir la liste des auteurs).